# Llista d'episodis de House, MD
Aquesta és una llista d'episodis de la sèrie de televisió House M.D..

## Temporades
|  | Temporada 1 | 22 | 2004-2005 |
|  | Temporada 2 | 24 | 2005-2006 |
|  | Temporada 3 | 24 | 2006-2007 |
|  | Temporada 4 | 16 | 2007-2008 |
|  | Temporada 5 | 24 | 2008-2009 |
|  | Temporada 6 | 22 | 2009-2010 |
|  | Temporada 7 | 23 | 2010-2011 |
|  | Temporada 8 | 22 | 2011-2012 |

### Primera temporada
| Nº | #  | Títol                  | Director              | Data d'estrena als Estats Units | Diagnòstic final       |
| 1  | 1  | Pilot o Everybody Lies | Bryan Singer          | 16 de november del 2004         | ?                      |
| 2  | 2  | Paternity              | Peter O'Fallon        | 23 de november del 2004         | ?                      |
| 3  | 3  | Occam's Razor          | Bryan Singer          | 30 de november del 2004         | ?                      |
| 4  | 4  | Maternity              | Newton Thomas Sigel   | 7 de desembre del 2004          | Ecovirus 11            |
| 5  | 5  | Damned If You Do       | Greg Yaitanes         | 14 de desembre del 2004         | ?                      |
| 6  | 6  | The Socratic Method    | Peter Medak           | 21 de desembre del 2004         | ?                      |
| 7  | 7  | Fidelity               | Bryan Spicer          | 28 de desembre del 2004         | Tripanosomosi africana |
| 8  | 8  | Poison                 | Guy Ferland           | 25 de gener del 2005            | ?                      |
| 9  | 9  | DNR                    | Frederick King Keller | 1 de febrer del 2005            | ?                      |
| 10 | 10 | Histories              | Dan Attias            | 8 de febrer del 2005            | Tuberculosi i Ràbia    |
| 11 | 11 | Detox                  | Nelson McCormick      | 15 de febrer del 2005           | ?                      |
| 12 | 12 | Sports Medicine        | Keith Gordon          | 22 de febrer del 2005           | ?                      |
| 13 | 13 | Cursed                 | Daniel Sackheim       | 1 de març del 2005              | Àntrax i Lepra         |
| 14 | 14 | Control                | Randy Zisk            | 15 de març del 2005             | ?                      |
| 15 | 15 | Mob Rules              | Tim Hunter            | 22 de març del 2005             | ?                      |
| 16 | 16 | Heavy                  | Fred Gerber           | 29 de març del 2005             | ?                      |
| 17 | 17 | Role Model             | Peter O'Fallon        | 12 d'abril del 2005             | ?                      |
| 18 | 18 | Babies & Bathwater     | Bill Johnson          | 19 d'abril del 2005             | ?                      |
| 19 | 19 | Kids                   | Deran Sarafian        | 3 de maig del 2005              | ?                      |
| 20 | 20 | Love Hurts             | Bryan Spicer          | 10 de maig del 2005             | ?                      |
| 21 | 21 | Three Stories          | Paris Barclay         | 17 de maig del 2005             | ?                      |
| 22 | 22 | Honeymoon              | Frederick King Keller | 24 de maig del 2005             | ?                      |

### Segona temporada
| Nº | #  | Títol                  | Director          | Data d'estrena als Estats Units | Diagnòstic final                    |
| 23 | 1  | Acceptance             | Dan Attias        | 13 de setembre del 2005         | ?                                   |
| 24 | 2  | Autopsy                | Deran Sarafian    | 20 de setembre del 2005         | Trombosi                            |
| 25 | 3  | Humpty, Dumpty         | Dan Attias        | 27 de setembre del 2005         | ?                                   |
| 26 | 4  | TB or Not TB           | Peter O'Fallon    | 1 de novembre del 2005          | ?                                   |
| 27 | 5  | Daddy's Boy            | Greg Yaitanes     | 8 de novembre del 2005          | ?                                   |
| 28 | 6  | Spin                   | Fred Gerber       | 15 de novembre del 2005         | ?                                   |
| 29 | 7  | Hunting                | Gloria Muzio      | 22 de novembre del 2005         | Equinococcosi                       |
| 30 | 8  | The Mistake            | David Semel       | 29 de novembre del 2005         | ?                                   |
| 31 | 9  | Deception              | Deran Sarafian    | 13 de desembre del 2005         | ?                                   |
| 32 | 10 | Failure To Communicate | Jace Alexander    | 10 de gener del 2006            | Trastorn bipolar i Malària cerebral |
| 33 | 11 | Need To Know           | David Semel       | 7 de febrer del 2006            | ?                                   |
| 34 | 12 | Distractions           | Dan Attias        | 14 de febrer del 2006           | Síndrome serotoninèrgica            |
| 35 | 13 | Skin Deep              | Jim Hayman        | 20 de febrer del 2006           | ?                                   |
| 36 | 14 | Sex Kills              | David Semel       | 7 de març del 2006              | ?                                   |
| 37 | 15 | Clueless               | Deran Sarafian    | 28 de març del 2006             | ?                                   |
| 38 | 16 | Safe                   | Felix Alcala      | 4 d'abril del 2006              | ?                                   |
| 39 | 17 | All In                 | Fred Gerber       | 11 d'abril del 2006             | ?                                   |
| 40 | 18 | Sleeping Dogs Lie      | Greg Yaitanes     | 18 d'abril del 2006             | ?                                   |
| 41 | 19 | House vs. God          | John F. Showalter | 25 d'abril del 2006             | ?                                   |
| 42 | 20 | Euphoria, Part 1       | Deran Sarafian    | 2 de maig del 2006              | ?                                   |
| 43 | 21 | Euphoria, Part 2       | Deran Sarafian    | 3 de maig del 2006              | ?                                   |
| 44 | 22 | Forever                | Daniel Sackheim   | 9 de maig del 2006              | ?                                   |
| 45 | 23 | Who's your daddy?      | Martha Mitchell   | 16 de maig del 2006             | ?                                   |
| 46 | 24 | No Reason              | David Shore       | 23 de maig del 2006             | Al·lucinació per House              |

### Tercera Temporada
| Temporada | Episodi | Títol                  |
| --------- | ------- | ---------------------- |
| 3         | 01      | Meaning                |
| 3         | 02      | Cane and Able          |
| 3         | 03      | Informed Consent       |
| 3         | 04      | Lines in the Sand      |
| 3         | 05      | Fools for Love         |
| 3         | 06      | Que Sera Sera          |
| 3         | 07      | Son of Coma Guy        |
| 3         | 08      | Whac-A-Mole            |
| 3         | 09      | Finding Judas          |
| 3         | 10      | Merry Little Christmas |
| 3         | 11      | Words and Deeds        |
| 3         | 12      | One Day, One Room      |
| 3         | 13      | Needle in a Haystack   |
| 3         | 14      | Insensitive            |
| 3         | 15      | Half-Wit               |
| 3         | 16      | Top Secret             |
| 3         | 17      | Fetal Position         |
| 3         | 18      | Airborne               |
| 3         | 19      | Act Your Age           |
| 3         | 20      | House Training         |
| 3         | 21      | Family                 |
| 3         | 22      | Resignation            |
| 3         | 23      | The Jerk               |
| 3         | 24      | Human Error            |

### Quarta Temporada
| Nº | #  | Títol                  | Director            | Data d'estrena als Estats Units | Diagnòstic final                                               |
| 71 | 1  | Alone                  | Deran Sarafian      | 25 de setembre del 2007         | -                                                              |
| 72 | 2  | The Right Stuff        | Deran Sarafian      | 2 d'octubre del 2007            | -                                                              |
| 73 | 3  | 97 Seconds             | David Platt         | 9 d'octubre del 2007            | -                                                              |
| 74 | 4  | Guardian Angels        | Deran Sarafian      | 23 d'octubre del 2007           | Ergotisme                                                      |
| 75 | 5  | Mirror Mirror          | David Platt         | 30 d'octubre del 2007           | -                                                              |
| 76 | 6  | Whatever it takes      | Juan J. Campanella  | 6 de novembre del 2007          | -                                                              |
| 77 | 7  | Ugly                   | Deran Sarafian      | 13 de novembre del 2007         | -                                                              |
| 78 | 8  | You don't want to know | Lesli Linka Glatter | 20 de novembre del 2007         | Anèmia hemolítica autoimmunitària en Lupus eritematós sistèmic |
| 79 | 9  | Games                  | Deran Sarafian      | 27 de novembre del 2007         | Xarampió                                                       |
| 80 | 10 | It's a wonderful life  | Matt Shakman        | 29 de gener del 2008            | -                                                              |
| 81 | 11 | Frozen                 | David Straiton      | 3 de febrer del 2008            | -                                                              |
| 82 | 12 | Don't Ever Change      | Deran Sarafian      | 5 de febrer del 2008            | -                                                              |
| 83 | 13 | No More Mr. Nice Guy   | Deran Sarafian      | 28 d'abril del 2008             | Malaltia de Chagas                                             |
| 84 | 14 | Living the Dream       | David Straiton      | 5 de maig del 2008              | -                                                              |
| 85 | 15 | House's Head           | Greg Yaitanes       | 12 de maig del 2008             | -                                                              |
| 86 | 16 | Wilson's Heart         | Katie Jacobs        | 19 de maig del 2008             | -                                                              |

### Cinquena Temporada
| Temporada | Episodi | Títol                    |
| --------- | ------- | ------------------------ |
| 5         | 01      | Dying Changes Everything |
| 5         | 02      | Not Cancer               |
| 5         | 03      | Adverse Events           |
| 5         | 04      | Birthmarks               |
| 5         | 05      | Lucky Thirteen           |
| 5         | 06      | Joy                      |
| 5         | 07      | The Itch                 |
| 5         | 08      | Emancipation             |
| 5         | 09      | Last Resort              |
| 5         | 10      | Let Them Eat Cake        |
| 5         | 11      | Joy to the World         |
| 5         | 12      | Painless                 |
| 5         | 13      | Big Baby                 |
| 5         | 14      | The Greater Good         |
| 5         | 15      | Unfaithful               |
| 5         | 16      | The Softer Side          |
| 5         | 17      | The Social Contract      |
| 5         | 18      | Here Kitty               |
| 5         | 19      | Locked In                |
| 5         | 20      | Simple Explanation       |
| 5         | 21      | Saviors                  |
| 5         | 22      | House Divided            |
| 5         | 23      | Under My Skin            |
| 5         | 24      | Both Sides Now           |

### Sisena Temporada
| Temporada | Episodi | Títol              |
| --------- | ------- | ------------------ |
| 6         | 01      | Broken (Part 1)    |
| 6         | 02      | Broken (Part 2)    |
| 6         | 03      | Epic Fail          |
| 6         | 04      | The Tyrant         |
| 6         | 05      | Instant Karma      |
| 6         | 06      | Brave Heart        |
| 6         | 07      | Known Unknowns     |
| 6         | 08      | Teamwork           |
| 6         | 09      | Ignorance Is Bliss |
| 6         | 10      | Wilson             |
| 6         | 11      | The Down Low       |
| 6         | 12      | Remorse            |
| 6         | 13      | Moving the Chains  |
| 6         | 14      | 5 to 9             |
| 6         | 15      | Private Lives      |
| 6         | 16      | Black Hole         |
| 6         | 17      | Lockdown           |
| 6         | 18      | Knight Fall        |
| 6         | 19      | Open and Shut      |
| 6         | 20      | The Choice         |
| 6         | 21      | Baggage            |
| 6         | 22      | Help Me            |